# 2019 aux échecs
| Années des échecs : 2016 - 2017 - 2018 - 2019 - 2020 - 2021 - 2022    |
| Décennies des échecs : 1980 - 1990 - 2000 - 2010 - 2020 - 2030 - 2040 |

Cette page recense les événements liés au monde des échecs qui ont eu lieu en 2019.

## Championnats du monde

### Coupe du monde
Le cycle de qualification pour le championnat du monde suivant démarre en 2019, avec l'organisation de deux compétitions qui qualifient chacune deux joueurs au Tournoi des candidats 2020, ce dernier permettant de désigner le challenger du champion du monde en titre.
Le joueur azerbaïdjanais Teimour Radjabov remporte la Coupe du monde d'échecs 2019 face au joueur chinois Ding Liren, organisée sous l'égide de la Fédération internationale des échecs (FIDE). Cent vingt-huit participants se sont affrontés entre le 9 septembre et le 2 octobre dans la ville russe de Khanty-Mansiïsk. Les deux finalistes se qualifient pour le prochain Tournoi des candidats.
Wang Hao gagne le FIDE Grand Swiss 2019 et se qualifie pour le tournoi des candidats 2020.

### Championnat du monde féminin
La Russe Aleksandra Goriatchkina remporte le tournoi des candidates. Elle était la première remplaçante après le forfait de Hou Yifan, et la plus jeune des compétitrices, termine donc première avec un point et demi d'avance et obtient donc le droit d'affronter la chinoise Ju Wenjun lors du prochain championnat du Monde d'échecs féminin.

### Championnat du monde de blitz et de parties rapides
| Tournoi        | Champion mixte  | Championne      |
| -------------- | --------------- | --------------- |
| Cadence rapide | Magnus Carlsen, | Humpy Koneru,   |
| Cadence blitz  | Magnus Carlsen, | Kateryna Lagno, |

### Championnats du monde d'échecs senior, de la jeunesse et amateur
| Âge                              | Champion mixte            | Championne                |
| -------------------------------- | ------------------------- | ------------------------- |
| Plus de 50 ans                   | Vadim Shishkin (en)       | Elvira Berend             |
| Plus de 65 ans                   | Rafael Vaganian           | Nona Gaprindashvili       |
| Juniors (moins de 20 ans)        | Evgueni Chtembouliak      | Polina Chouvalova         |
| Moins de 18 ans                  | Rameshbabu Praggnanandhaa | Polina Chouvalova         |
| Moins de 16 ans                  | Roudik Makarian (en)      | Leïa Garifoullina         |
| Moins de 14 ans                  | Aydın Süleymanlı          | Meruert Kamalidenova      |
| Moins de 12 ans                  | Zhou Liran                | Galina Mikheïeva          |
| Moins de 10 ans                  | Savva Vetokhine           | Alice Lee                 |
| Moins de 8 ans                   | Artiom Lebedev            | Yuan Zhilin               |
| Chess 960                        | Wesley So                 | Pas de compétition dédiée |
| Résolution de problèmes d'échecs | Piotr Górski              |                           |

## Tournois classiques et rapides annuels
| Nom de l'événement                | Dates                 | Lieu                     | Cadence   | Vainqueur                                                        |
| --------------------------------- | --------------------- | ------------------------ | --------- | ---------------------------------------------------------------- |
| Tata Steel Chess                  | 11-27 janvier         | Wijk aan Zee             | Classique | Masters : Magnus Carlsen Challengers : Vladislav Kovalev         |
| Festival d'échecs de Gibraltar    | 22-31 janvier         | Gibraltar                | Classique | Vladislav Artemiev                                               |
| Cairns Cup (en)                   | 6-16 février          | Saint-Louis              | Classique | Valentina Gunina                                                 |
| Open Aeroflot                     | 18 février - 1er mars | Moscou                   | Classique | Kaido Külaots                                                    |
| Festival d'échecs de Prague       | 5-16 mars             | Prague                   | Classique | Nikita Vitiugov                                                  |
| Mémorial Petrov                   |                       | Jurmala                  | Rapide    |                                                                  |
| Mémorial Vugar Gashimov,          | 31 mars - 9 avril     | Shamkir                  | Classique | Magnus Carlsen                                                   |
| Shenzhen Masters                  | 17-28 avril           | Shenzhen                 | Classique | Anish Giri                                                       |
| Grenke Chess Classic              | 20-29 avril           | Karlsruhe et Baden-Baden | Classique | Magnus Carlsen                                                   |
| Mémorial Capablanca               | 3-13 mai              | La Havane                | Classique | Vassili Ivantchouk                                               |
| Altibox Norway Chess              | 3-15 juin             | Stavanger                | Classique | Magnus Carlsen                                                   |
| Tournoi d'échecs de Poïkovski     | 6-15 juin             | Poïkovski                | Classique | Vladislav Artemiev                                               |
| Tournoi d'échecs de Danzhou       | 29 juin - 8 juillet   | Danzhou                  | Classique | Richárd Rapport                                                  |
| Dortmund Sparkassen Chess Meeting | 13-21 juillet         | Dortmund                 | Classique | Leinier Domínguez                                                |
| Festival de Bienne                | 20-31 juillet         | Bienne                   | Classique | Vidit Gujrathi                                                   |
| Champions Showdown Chess 9LX      | 2-5 septembre         | Saint-Louis              | Chess 960 | Fabiano Caruana, Wesley So, Leinier Dominguez et Hikaru Nakamura |
| Tournoi d'échecs de Zurich        |                       | Zurich                   |           | Vitaly Kunin                                                     |

Le cycle de tournois Grand Chess Tour réunissant plusieurs des meilleurs joueurs au monde a lieu en 2019. Huit tournois composent le Grand Chess Tour 2019, pour une dotation totale de 1,75 million de dollars. Le Grand Chess Tour 2019 est remporté par le joueur chinois Ding Liren à l'issue du tournoi London Chess Classic, suivi par le joueur français Maxime Vachier-Lagrave.
| Tournoi                        | Lieu        | Dates                     | Cadence         | Vainqueur              |
| ------------------------------ | ----------- | ------------------------- | --------------- | ---------------------- |
| Côte d’Ivoire Rapide & Blitz   | Abidjan     | 6-13 mai                  | Classique       | Magnus Carlsen         |
| Croatie Grand Chess Tour       | Zagreb      | 24 juin - 9 juillet       | Classique       | Magnus Carlsen         |
| Paris Rapide & Blitz           | Paris       | 26 juillet - 2 août       | Rapide et blitz | Maxime Vachier-Lagrave |
| Saint Louis Rapide & Blitz     | Saint-Louis | 8-15 août                 | Rapide et blitz | Levon Aronian          |
| Sinquefield Cup                | Saint-Louis | 15-30 août                | Classique       | Ding Liren             |
| Superbet Rapide & Blitz        | Bucarest    | 4-11 novembre             | Rapide et blitz | Levon Aronian          |
| Tata Steel Inde Rapide & Blitz | Kolkata     | 20-27 novembre            | Rapide et blitz | Magnus Carlsen         |
| London Chess Classic           | Londres     | 30 novembre - 10 décembre | Classique       | Finale : Ding Liren    |

## Compétitions par équipes

### Championnats continentaux par équipes
| Compétition                                        | Vainqueur mixte | Vainqueur femmes |
| -------------------------------------------------- | --------------- | ---------------- |
| Championnat du monde d'échecs par équipes          | Russie,         | Chine,           |
| Championnat d'Europe d'échecs des nations          | Russie          | Russie           |
| Championnat d'Asie d'échecs des nations            |                 |                  |
| Championnat panaméricain d'échecs des nations (en) |                 |                  |

### Championnats interclubs
| Compétition                                | Champion                      | Deuxième           | Troisième              |
| ------------------------------------------ | ----------------------------- | ------------------ | ---------------------- |
| Coupe d'Europe des clubs d'échecs          | Obiettivo Risarcimento Padova | AVE Nový Bor       | Mednyi Vsadnik         |
| Coupe d'Europe des clubs d'échecs féminine | Nona Batoumi                  |                    |                        |
| Championnat d'Allemagne d'échecs des clubs | OSG Baden-Baden               |                    |                        |
| Championnat d'Espagne d'échecs des clubs,  | Magic Extremadura             | Gros Xake Taldea   | CAC Beniajan Duoschess |
| Championnat de France d'échecs des clubs   | Bischwiller                   | Asnières           | Mulhouse               |
| Coupe de France des clubs d'échecs         | Asnières LGE                  | Tremblay-en-France | —                      |
| Four Nations Chess League (en) (4NCL)      |                               |                    |                        |
| United States Chess League (en) (USCL)     |                               |                    |                        |

## Championnats continentaux et nationaux individuels

### Championnats continentaux individuels
| Compétition                              | Champion mixte     | Championne          |
| ---------------------------------------- | ------------------ | ------------------- |
| Championnat d'Afrique d'échecs           | Ahmed Adly         | Shrook Wafa         |
| Championnat d'Asie d'échecs              | Lê Quang Liêm      | Dinara Saduakassova |
| Championnat d'Amérique d'échecs          | Eduardo Iturrizaga |                     |
| Championnat d'Europe d'échecs individuel | Vladislav Artemiev | Alina Kachlinskaïa  |
| Championnat d'Océanie d'échecs           | Max Illingworth    | Julia Ryjanova      |

### Championnats nationaux individuels
| Pays                                              | Champion mixte               | Championne             |
| ------------------------------------------------- | ---------------------------- | ---------------------- |
| Championnat d'Afrique du Sud d'échecs             |                              |                        |
| Championnat d'Albanie d'échecs (en)               |                              |                        |
| Championnat d'Algérie d'échecs                    |                              |                        |
| Championnat d'Allemagne d'échecs                  |                              |                        |
| Championnat d'Andorre d'échecs                    |                              |                        |
| Championnat d'Argentine d'échecs                  |                              |                        |
| Championnat d'Arménie d'échecs                    |                              |                        |
| Championnat d'Australie d'échecs                  |                              |                        |
| Championnat d'Autriche d'échecs                   |                              |                        |
| Championnat d'Azerbaïdjan d'échecs                |                              |                        |
| Championnat du Bangladesh d'échecs                |                              |                        |
| Championnat de la Barbade d'échecs                |                              |                        |
| Championnat de Belgique d'échecs                  | Daniel Dardha                |                        |
| Championnat de la Biélorussie d'échecs            |                              |                        |
| Championnat de Birmanie d'échecs                  | Wynn Zaw Htun (en)           |                        |
| Championnat de Bolivie d'échecs                   |                              |                        |
| Championnat de Bosnie-Herzégovine d'échecs        |                              |                        |
| Championnat du Botswana d'échecs                  |                              |                        |
| Championnat du Brésil d'échecs                    | Alexandr Fier,               |                        |
| Championnat de Bulgarie d'échecs                  |                              |                        |
| Championnat du Canada d'échecs                    |                              |                        |
| Championnat du Chili d'échecs                     |                              |                        |
| Championnat de Chine d'échecs                     |                              |                        |
| Championnat de Colombie d'échecs                  |                              |                        |
| Championnat de Corée du Sud d'échecs              | Kwon Sehyun                  |                        |
| Championnat du Costa Rica d'échecs                |                              |                        |
| Championnat de Croatie d'échecs                   |                              |                        |
| Championnat de Cuba d'échecs                      |                              |                        |
| Championnat de Chypre d'échecs                    |                              |                        |
| Championnat du Danemark d'échecs                  |                              |                        |
| Championnat d'Écosse d'échecs                     |                              |                        |
| Championnat des Émirats Arabes Unis d'échecs      |                              |                        |
| Championnat d'Espagne d'échecs                    | Alexei Shirov                | Sabrina Vega Gutiérrez |
| Championnat d'Estonie d'échecs                    |                              |                        |
| Championnat des États-Unis d'échecs               | Hikaru Nakamura              | Jennifer Yu            |
| Championnat des îles Féroé d'échecs               | Helgi Dam Ziska              |                        |
| Championnat de Finlande d'échecs                  | Toivo Keinänen               |                        |
| Championnat de France d'échecs                    | Maxime Lagarde               | Pauline Guichard       |
| Championnat de Géorgie d'échecs                   |                              |                        |
| Championnat d'échecs de Grande-Bretagne           | Michael Adams                | Jovanka Houska         |
| Championnat de Grèce d'échecs                     | Stamátis Koúrkoulos-Ardítis  |                        |
| Championnat du Guatemala d'échecs                 |                              |                        |
| Championnat du Honduras d'échecs                  |                              |                        |
| Championnat de Hongrie d'échecs                   |                              |                        |
| Championnat d'Inde d'échecs                       | Aravindh Chithambaram        | Bhakti Kulkarni        |
| Championnat d'Indonésie d'échecs                  |                              |                        |
| Championnat d'Iran d'échecs                       | Alireza Firouzja             | Anousha Mahdian (fa)   |
| Championnat d'Irlande d'échecs                    |                              |                        |
| Championnat d'Islande d'échecs                    |                              |                        |
| Championnat d'Israël d'échecs                     |                              |                        |
| Championnat d'Italie d'échecs                     | Alberto David                |                        |
| Championnat de Jamaïque d'échecs                  |                              |                        |
| Championnat du Japon d'échecs                     | Mirai Aoshima                |                        |
| Championnat du Kazakhstan d'échecs                |                              |                        |
| Championnat du Kenya d'échecs                     | Mehul Gohil                  | Lucy Wanjiru           |
| Championnat du Kosovo d'échecs                    | Nderim Saraçi                |                        |
| Championnat du Lesotho d'échecs                   | Tsephe Lebajoa               |                        |
| Championnat de Lettonie d'échecs                  |                              |                        |
| Championnat du Liban d'échecs                     |                              |                        |
| Championnat du Liberia d'échecs                   | Thomas Saah                  |                        |
| Championnat de Lituanie d'échecs                  |                              |                        |
| Championnat du Luxembourg d'échecs                |                              |                        |
| Championnat de Macédoine d'échecs                 |                              |                        |
| Championnat de Madagascar d'échecs                |                              |                        |
| Championnat de Malaisie d'échecs                  |                              |                        |
| Championnat de Malawi d'échecs                    | Joseph Mwale                 |                        |
| Championnat de Malte d'échecs                     |                              |                        |
| Championnat du Maroc d'échecs                     |                              |                        |
| Championnat du Mexique d'échecs                   |                              |                        |
| Championnat de Moldavie d'échecs                  |                              |                        |
| Championnat de Mongolie d'échecs                  |                              |                        |
| Championnat du Monténégro d'échecs                |                              |                        |
| Championnat du Népal d'échecs                     |                              |                        |
| Championnat de Namibie d'échecs                   | Dante Beukes                 |                        |
| Championnat de Nouvelle-Zélande d'échecs          |                              |                        |
| Championnat de Norvège d'échecs                   |                              |                        |
| Championnat d'Ouzbékistan d'échecs                |                              |                        |
| Championnat du Pakistan d'échecs                  |                              |                        |
| Championnat du Paraguay d'échecs                  |                              |                        |
| Championnat d'échecs des Pays-Bas                 | Lucas van Foreest,           | Iozefina Păuleţ        |
| Championnat du Pays de Galles d'échecs            |                              |                        |
| Championnat du Pérou d'échecs                     |                              |                        |
| Championnat des Philippines d'échecs              |                              |                        |
| Championnat de Pologne d'échecs                   |                              |                        |
| Championnat du Portugal d'échecs                  |                              |                        |
| Championnat de la République Dominicaine d'échecs |                              |                        |
| Championnat de la République Tchèque d'échecs     |                              |                        |
| Championnat de Roumanie d'échecs                  |                              |                        |
| Championnat de Russie d'échecs                    | Evgeny Tomashevsky,          | Olga Girya,            |
| Championnat du Rwanda d'échecs                    | Godfrey Kabera,              | Sandrine Uwase         |
| Championnat du Salvador d'échecs                  |                              |                        |
| Championnat de Serbie d'échecs                    |                              | Teodora Injac          |
| Championnat de Singapour d'échecs                 |                              |                        |
| Championnat de Slovaquie d'échecs                 |                              |                        |
| Championnat de Slovénie d'échecs                  |                              |                        |
| Championnat du Sri Lanka d'échecs                 |                              |                        |
| Championnat de Suède d'échecs                     |                              |                        |
| Championnat de Suisse d'échecs                    |                              |                        |
| Championnat du Suriname d'échecs                  |                              |                        |
| Championnat de Tanzanie d'échecs                  | Pas d'édition                | Pas d'édition          |
| Championnat du Togo d'échecs                      | Adama Mawulikplim Ephoevi-Ga |                        |
| Championnat de Trinité-et-Tobago d'échecs         |                              |                        |
| Championnat de Turquie d'échecs                   | Vahap Şanal                  |                        |
| Championnat d'Ukraine d'échecs                    | Evgueni Chtembouliak         | Natalia Joukova        |
| Championnat d'Uruguay d'échecs                    |                              |                        |
| Championnat du Venezuela d'échecs                 |                              |                        |
| Championnat du Vietnam d'échecs                   |                              |                        |
| Championnat de Zambie d'échecs                    | Richmond Phiri               |                        |
| Championnat du Zimbabwe d'échecs                  | Jemusse Zhemba               |                        |

## Évolution des classements mondiaux en 2019
Les joueurs d'échecs ont un classement Elo mis à jour chaque mois par la FIDE en fonction de leurs résultats sportifs, et chaque partie jouée rapporte ou retire des points Elo aux joueurs. Au cours de l'année 2019, plusieurs progressions au classement Elo sont remarquées.

### Classement mixte
| Rang 2020 | Nom                    | Né en | Fédération  | Elo 2020 | Rang 2019 | Elo 2019 | Évolution     |
| --------- | ---------------------- | ----- | ----------- | -------- | --------- | -------- | ------------- |
| 1         | Magnus Carlsen         | 1990  | Norvège     | 2 872    | 1         | 2 835    | 37            |
| 2         | Fabiano Caruana        | 1992  | États-Unis  | 2 822    | 2         | 2 828    | en stagnation |
| 3         | Ding Liren             | 1992  | Chine       | 2 805    | 4         | 2 813    | en stagnation |
| 4         | Alexander Grischuk     | 1983  | Russie      | 2 777    | 9         | 2 771    | en stagnation |
| 5         | Ian Nepomniachtchi     | 1990  | Russie      | 2 774    | 13        | 2 763    | 11            |
| 6         | Levon Aronian          | 1982  | Arménie     | 2 773    | 10        | 2 767    | en stagnation |
| 7         | Maxime Vachier-Lagrave | 1990  | France      | 2 770    | 6         | 2 780    | en stagnation |
| 8         | Shakhriyar Mamedyarov  | 1985  | Azerbaïdjan | 2 770    | 3         | 2 817    | 47            |
| 9         | Anish Giri             | 1994  | Pays-Bas    | 2 768    | 5         | 2 783    | 15            |
| 10        | Wesley So              | 1993  | États-Unis  | 2 765    | 11        | 2 765    | en stagnation |

- Vladimir Kramnik annonce la fin de sa carrière[82].

### Classement femmes
| Rang 2020 | Nom                    | Né en | Fédération | Elo 2020 | Rang 2019 | Elo 2019 | Évolution     |
| --------- | ---------------------- | ----- | ---------- | -------- | --------- | -------- | ------------- |
| 1         | Hou Yifan              | 1994  | Chine      | 2 664    | 1         | 2 662    | en stagnation |
| 2         | Ju Wenjun              | 1991  | Chine      | 2 584    | 2         | 2 575    | en stagnation |
| 3         | Humpy Koneru           | 1987  | Inde       | 2 580    | 5         | 2 541    | 39            |
| 4         | Aleksandra Goryachkina | 1998  | Russie     | 2 578    | 8         | 2 518    | 60            |
| 5         | Kateryna Lagno         | 1989  | Russie     | 2 552    | 4         | 2 560    | en stagnation |
| 6         | Mariya Muzychuk        | 1992  | Ukraine    | 2 552    | 6         | 2 540    | 12            |
| 7         | Anna Muzychuk          | 1990  | Ukraine    | 2 539    | 3         | 2 569    | 30            |
| 8         | Viktorija Cmilyte      | 1983  | Lituanie   | 2 538    | —         | —        |               |
| 9         | Dinara Saduakassova    | 1996  | Kazakhstan | 2 519    | 17        | 2 472    | 47            |
| 10        | Dronavalli Harika      | 1991  | Inde       | 2 518    | 18        | 2 471    | 47            |

## Nécrologie
- En 2019 : Traian Stanciu (en)
- 7 janvier : Khosro Harandi
- 19 juin : Eva Moser[85]
- 30 juin : Krzysztof Pytel
- 6 juillet : Ragnar Hoen (en)
- 11 août : Shelby Lyman (en)
- 26 août : Pal Benko[86]
- 4 septembre : Nenad Šulava[87]
- 9 septembre : Yoel Aloni (en)
- 11 septembre : Zbigniew Szymczak (en)
- 23 septembre : Harri Hurme (en)
- 3 octobre : Emanoil-George Reicher (en)
- 11 octobre : György Bakcsi
- avant le 2 novembre : Tamar Khmiadachvili
- 25 décembre : Ľudovít Lačný (en)
- 30 décembre : Beatriz Alfonso Nogue (en)